# جين موران
جين موران (بالإنجليزية: Jane Moran)‏ هي لاعبة كرة الماء أسترالية، ولدت في 6 يونيو 1985 في مورويلومباه ‏ في أستراليا.

## وصلات خارجية
- جين موران على موقع الاتحاد الدولي للسباحة (الإنجليزية)
- جين موران على موقع اللجنة الأولمبية الدولية (الإنجليزية)
- جين موران على موقع أوليمبيديا (الإنجليزية)
- جين موران على موقع اللجنة الأولمبية الأسترالية (الإنجليزية)